# Acrotylus ponomarenkoi
Acrotylus ponomarenkoi är en insektsart som beskrevs av Sergey Storozhenko 1992. Acrotylus ponomarenkoi ingår i släktet Acrotylus och familjen gräshoppor. Inga underarter finns listade i Catalogue of Life.